# Kreis der Eder
| Basisdaten (Stand 1942) | Basisdaten (Stand 1942) |
| ----------------------- | ----------------------- |
| Preußische Provinz      | Hessen-Nassau           |
| Regierungsbezirk        | Kassel                  |
| Verwaltungssitz         | Bad Wildungen           |
| Fläche                  | 334 km²                 |
| Einwohner               | 19.507 (1939)           |
| Bevölkerungsdichte      | 58 Einw./km² (1939)     |
| Gemeinden               | 33 (1942)               |

Der Kreis der Eder war ein deutscher Landkreis, der von 1850 bis 1942 bestand. Sitz der Kreisverwaltung war die Stadt Niederwildungen (ab 1906 Bad Wildungen). Das ehemalige Kreisgebiet gehört heute zum Landkreis Waldeck-Frankenberg in Hessen.

## Geschichte
Der Kreis der Eder wurde am 27. April 1850 im damaligen Fürstentum Waldeck gegründet. Am 1. April 1929 kam der Kreis im Zuge der Auflösung des auf das Fürstentum folgenden Freistaats Waldeck in die preußische Provinz Hessen-Nassau. Er sollte zum 1. April 1934 mit dem Kreis des Eisenbergs zu einem neuen Landkreis Korbach zusammengeschlossen werden, allerdings wurde dies nicht verwirklicht. Am 1. Februar 1942 wurde er mit dem Kreis des Eisenbergs und dem Kreis der Twiste zum neuen Landkreis Waldeck vereinigt.

## Einwohnerentwicklung
| Jahr | Einwohner | Quelle |
| ---- | --------- | ------ |
| 1900 | 15.259    | [ 1 ]  |
| 1910 | 16.637    | [ 1 ]  |
| 1925 | 18.098    | [ 2 ]  |
| 1933 | 19.562    | [ 2 ]  |
| 1939 | 19.507    | [ 2 ]  |

## Landräte
- 1850 August Schreiber (1797–1869)
- 1860 Bernhard Neumann
- 1874 Wolrad Frese
- 1912 Wilhelm Schmieding
- 1921 Carl von Weiler
- 1923 Adolf Morsbach
- 1925 Gebhard von Trotha
- 1934 Hans von und zu Gilsa

## Gemeinden

### 1850
Bei der Gründung des Kreises 1850 wurden ihm 36 Gemeinden zugeteilt, von denen sechs das Stadtrecht besaßen:
| - Affoldern - Albertshausen - Alraft - Altwildungen, Stadt - Anraff - Armsfeld - Bergfreiheit - Bergheim - Berich | - Böhne - Braunau - Bringhausen - Buhlen - Frebershausen - Freienhagen, Stadt - Gellershausen - Giflitz - Hemfurth | - Hüddingen - Hundsdorf - Kleinern - Königshagen - Mandern - Mehlen - Netze - Nieder-Werbe - Niederwildungen, Stadt | - Ober-Werbe - Odershausen - Reinhardshausen - Reitzenhagen - Sachsenhausen, Stadt - Waldeck, Stadt - Wega - Wellen - Züschen, Stadt |

Die Stadt Niederwildungen wurde am 27. Oktober 1906 in Bad Wildungen umbenannt. Die Gemeinde Berich wurde in den 1910er Jahren durch den neuen Ederstausee überflutet und aufgehoben. Zur gleichen Zeit wurde am Ufer des Ederstausees die neue Gemeinde Edersee gebildet.  Am 1. Mai 1940 wurden Altwildungen, Reitzenhagen und Reinhardshausen in die Stadt Bad Wildungen eingemeindet.

### 1910
Zum 1. Dezember 1910 bestand der Kreis der Eder aus 36 Kommunen mit insgesamt 16.637 Einwohnern.
| Kommunen | Kommunen         | 16.637        |
| #        | Kommune          | Einwohnerzahl |
| -------- | ---------------- | ------------- |
| 1        | Nieder Wildungen | 3.962         |
| 2        | Sachsenhausen    | 1.091         |
| 3        | Freienhagen      | 718           |
| 4        | Alt Wildungen    | 646           |
| 5        | Züschen          | 640           |
| 6        | Netze            | 620           |
| 7        | Bergheim         | 562           |
| 8        | Hemfurth         | 502           |
| 9        | Waldeck          | 482           |
| 10       | Braunau          | 433           |
| 11       | Mandern          | 419           |
| 12       | Kleinern         | 411           |
| 13       | Wellen           | 403           |
| 14       | Gellershausen    | 398           |
| 15       | Giflitz          | 360           |
| 16       | Mehlen           | 355           |
| 17       | Odershausen      | 349           |
| 18       | Wega             | 340           |
| 19       | Affoldern        | 325           |
| 20       | Bringhausen      | 317           |
| 21       | Königshagen      | 295           |
| 22       | Böhne            | 294           |
| 23       | Hundsdorf        | 289           |
| 24       | Armsfeld         | 287           |
| 25       | Bergfreiheit     | 275           |
| 26       | Anraff           | 274           |
| 27       | Reinhardshausen  | 248           |
| 28       | Frebershausen    | 228           |
| 29       | Nieder-Werbe     | 187           |
| 30       | Berich           | 158           |
| 31       | Hüddingen        | 147           |
| 32       | Alraft           | 143           |
| 33       | Buhlen           | 133           |
| 34       | Albertshausen    | 130           |
| 35       | Ober-Werbe       | 113           |
| 36       | Reitzenhagen     | 103           |